# Chirley Pankará
Chirley Maria de Souza Almeida Santos (Floresta, 08 de maio de 1974), também conhecida como Chirley Pankará, é uma pedagoga, mestra em Educação pela PUC-SP, doutoranda em Antropologia Social pela Universidade de São Paulo (USP) e ativista indígena do povo Pankará de Pernambuco. Foi a primeira co-deputada indígena a integrar um mandato na Assembleia Legislativa de São Paulo pela Bancada Ativista (PSOL), eleita em 2018 como deputada estadual.

## Biografia
Chirley mudou-se da cidade pernambucana de Floresta para a cidade de Mauá (SP) em 1998 em busca de novas oportunidades de trabalho, com o intuito de ajudar sua família que permaneceu em Pernambuco. Cursou magistério na sua cidade natal e quando chegou no Estado de São Paulo teve seu primeiro emprego como empregada doméstica. Por influência da avó, que manipulava ervas medicinais em sua aldeia, Chirley tinha a intenção de formar-se em enfermagem, porém, conseguiu uma bolsa de estudos e formou-se em pedagogia na cidade de Mauá, após os 30 anos de idade. Posteriormente, foi coordenadora de educação infantil do povo Guarani nas aldeias Krukutu, Tenondé Porã (em Parelheiros) e Tekoa pyau (Jaraguá), além de ter sido secretária do Conselho Municipal dos Direitos da Mulher do município de Mauá.
Também, fez parte do Observatório de Educação Escolar Indígena, onde pôde realizar pesquisas sobre como os estudantes indígenas se sentiam ao fazer parte de escolas não-indígenas. Assim, por cerca de oito anos, atuou como coordenadora do Centro de Educação e Cultura Indígena (CECI) junto ao povo Guarani existente na cidade de São Paulo.
Posteriormente, realizou mestrado em Educação pela Pontifícia Universidade Católica de São Paulo e iniciou seu doutorado em Antropologia Social pela Universidade de São Paulo (USP).

## Ativismo e atuação política
Em 2009, começou a participar da Rede GRUMIN de mulheres indígenas, grupo focado na integração das mulheres indígenas no contexto sociopolítico do Brasil. Assim, ela passou a se envolver nas lutas relacionadas a território, igualdade e educação.
Quando pedagoga na cidade paulista, Chirley percebeu que os indígenas sofriam preconceito pelos próprios professores, por meio de estereótipos e generalizações que afastavam o pensamento dos alunos sobre os povos originários. Assim, defende a ideia de que estes devem ocupar os espaços de conhecimento, como as universidades por exemplo, para combater o cenário de preconceito presente na sociedade e acabar com insultos racistas ainda existentes os quais, segundo a ativista, são difíceis de esquecer. A manifestação de seu pensamento político em defesa dos povos indígenas é realizada nos diferentes protestos que já participou, como o Grito dos Excluídos, em atos contrários ao PL 490/2007 da Câmara Federal (também conhecido como Projeto de Lei do Marco Temporal) e também nos eventos que é convidada a apresentar a realidade do seu povo. Na cidade suíça de Genebra, onde ocorreu um desses eventos realizado na Maison de la Paix, Chirley teve seu cocar, elemento importante da identidade e cultura indígena, confiscado logo após desembarcar no país.

No mandato de co-deputada estadual pela Bancada Ativista na Assembleia Legislativa de São Paulo, teve atuação voltada à elaboração de projetos. Assim, atuou por meio de 7 emendas parlamentares destinadas a comunidades indígenas e ajudou a elaborar a Lei 17.311/2021 que institui o mês do Agosto indígena no Estado de São Paulo, cujo intuito é reforçar a data de 09 de agosto reconhecida pela ONU como Dia Internacional dos Povos Indígenas e apresentar a diversidade dos povos originários brasileiros, suas culturas e lutas da atualidade. A parlamentar defende que uma maneira de preservar a cultura desses povos é por meio da demarcação das suas terras, as quais ajudam a preservar seus costumes e evitar a violência contra as aldeias.

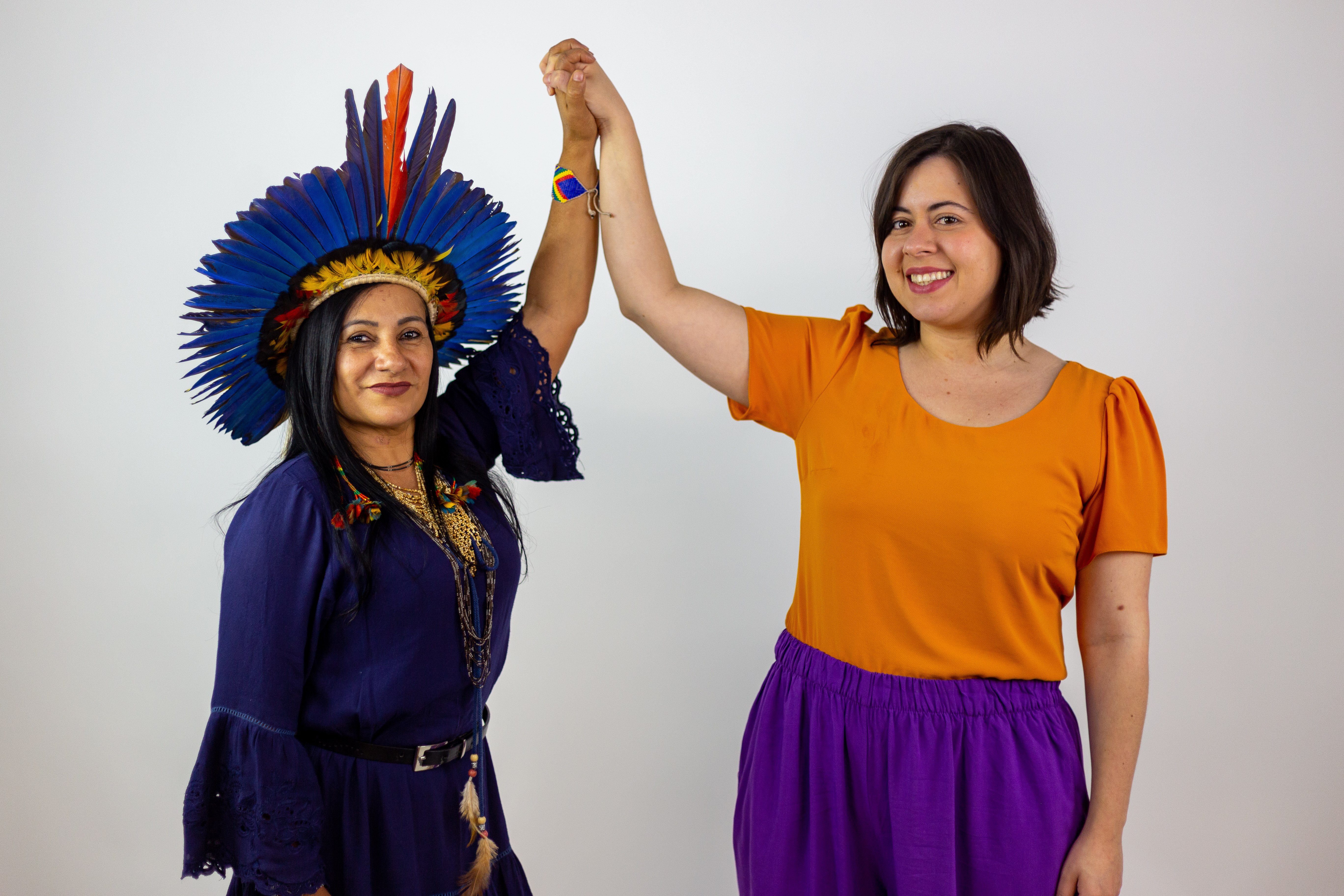
Deputada federal Sâmia Bomfim durante campanha eleitoral de 2022 com Chirley Pankará, então candidata a deputada estadual por SP

Em setembro de 2018, participou da organização do I Encontro Estadual de Mulheres Indígenas na aldeia guarani localizada no bairro do Jaraguá. O evento contou com a participação de cerca de 200 pessoas de mais de 15 povos indígenas e comunidades refugiadas de outros países. Durante o encontro, as mulheres debateram suas experiências relacionadas a saúde, educação, demarcação de terras e lançaram um manifesto em defesa da sustentabilidade dos povos originários e o direito à terra.
Nas eleições gerais de 2022, Chirley concorreu ao cargo de deputada estadual (desta vez individualmente) pelo PSOL e obteve 27.802 votos, porém não obteve a quantidade necessária para assumir a Assembleia Legislativa de São Paulo. Segundo ela, a ideia de se candidatar foi sugerida pelo próprio movimento indígena, que apoio a sua entrada em uma nova candidatura à ALESP. Durante a campanha, recebeu apoio e divulgação pelas três deputadas federais eleitas com maior número de votos pelo seu partido para a Câmara Federal por São Paulo no ano de 2022: Erika Hilton, Sâmia Bomfim e Sônia Guajajara.

## Desempenho eleitoral
| Ano  | Eleição               | Cargo             | Votos  | %     | Partido | Resultado | Notas | Ref.   |
| ---- | --------------------- | ----------------- | ------ | ----- | ------- | --------- | ----- | ------ |
| 2022 | Estadual de São Paulo | Deputada Estadual | 27.802 | 0,12% | PSOL    | Suplente  |       | [ 18 ] |